# Culicoides franclemonti
Culicoides franclemonti är en tvåvingeart som beskrevs av Cochrane 1974. Culicoides franclemonti ingår i släktet Culicoides och familjen svidknott. Inga underarter finns listade i Catalogue of Life.